# Maurice Orange
Pour les articles homonymes, voir Orange.
Maurice Henri Orange est un peintre et dessinateur français né le 9 mars 1867 à Granville et mort le 28 février 1916 dans le 7e arrondissement de Paris.

## Biographie
Maurice Orange passe sa jeunesse dans un cadre familial avec en arrière fond la guerre de 1870. Il révèle rapidement des dispositions pour le dessin et ses premiers professeurs l’engagent à s’inscrire à l’École des beaux-arts de Paris. Boursier en 1885, il suit les cours de Jean-Léon Gérôme qui décèle le talent du jeune homme. Il fréquente les cours de François Flameng et se lie avec Édouard Detaille. Il se spécialise dans la peinture d'histoire et en particulier dans l’épopée napoléonienne.
De 1887 à 1914, il participe au Salon des artistes français. Il obtient des médailles et des bourses de voyages. La découverte de l’Espagne, de la Grèce, de l’Italie, du Portugal, de l’Afrique et surtout de l’Égypte lui fournit ses sources d'inspiration. Il utilise toutes les techniques : huile, aquarelle, gouache, fusain, pastel. C'est un coloriste dans sa manière de traiter la lumière.
Maurice Orange meurt de la fièvre typhoïde à Paris le 28 février 1916.

## Son œuvre
En dehors de l’inspiration militaire et de ses toiles napoléoniennes, il peint des portraits, des paysages et des vues urbaines. Des croquis pris sur le vif illustrent sa correspondance.

## Galerie

Œuvres de Maurice Orange
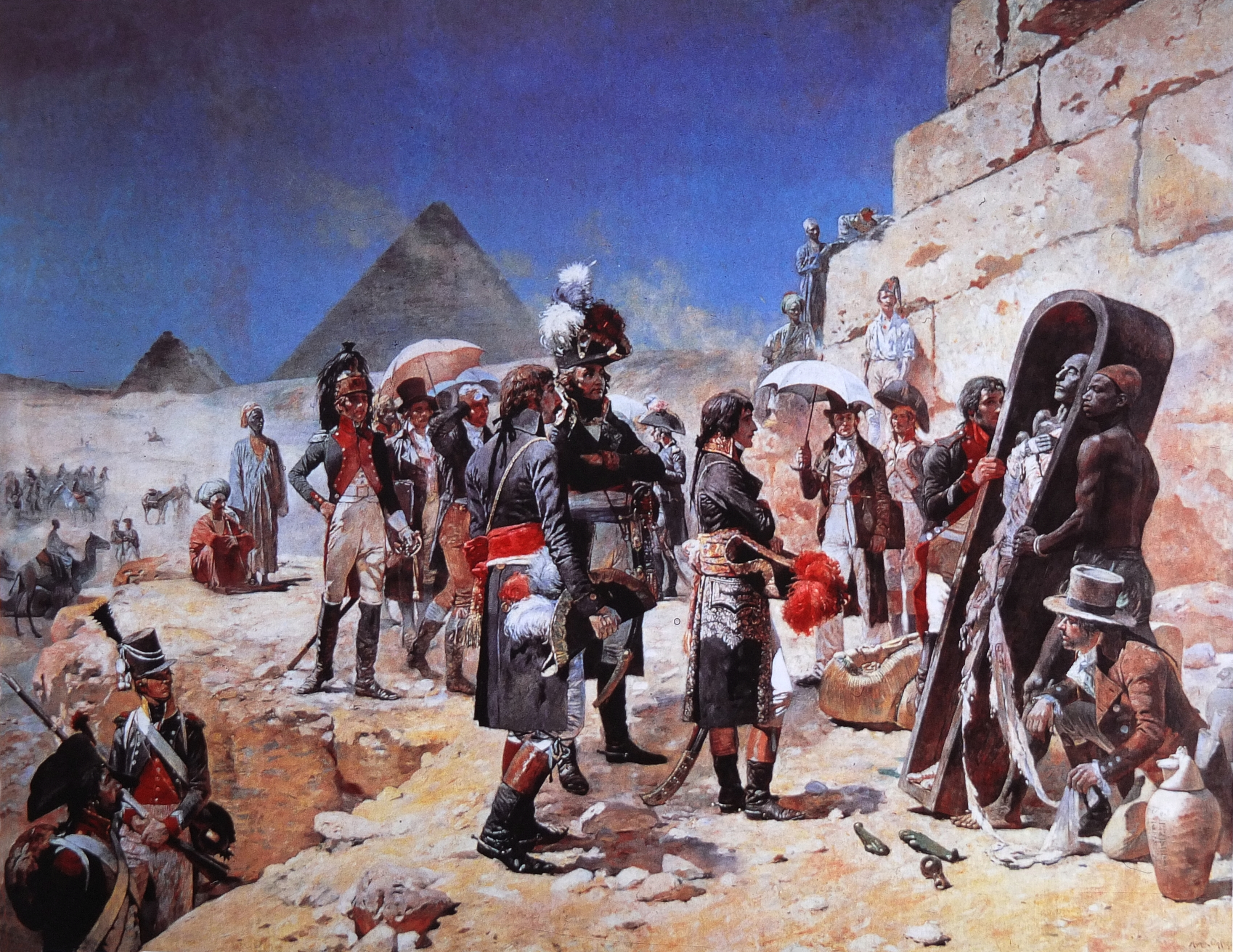
Bonaparte aux Pyramides
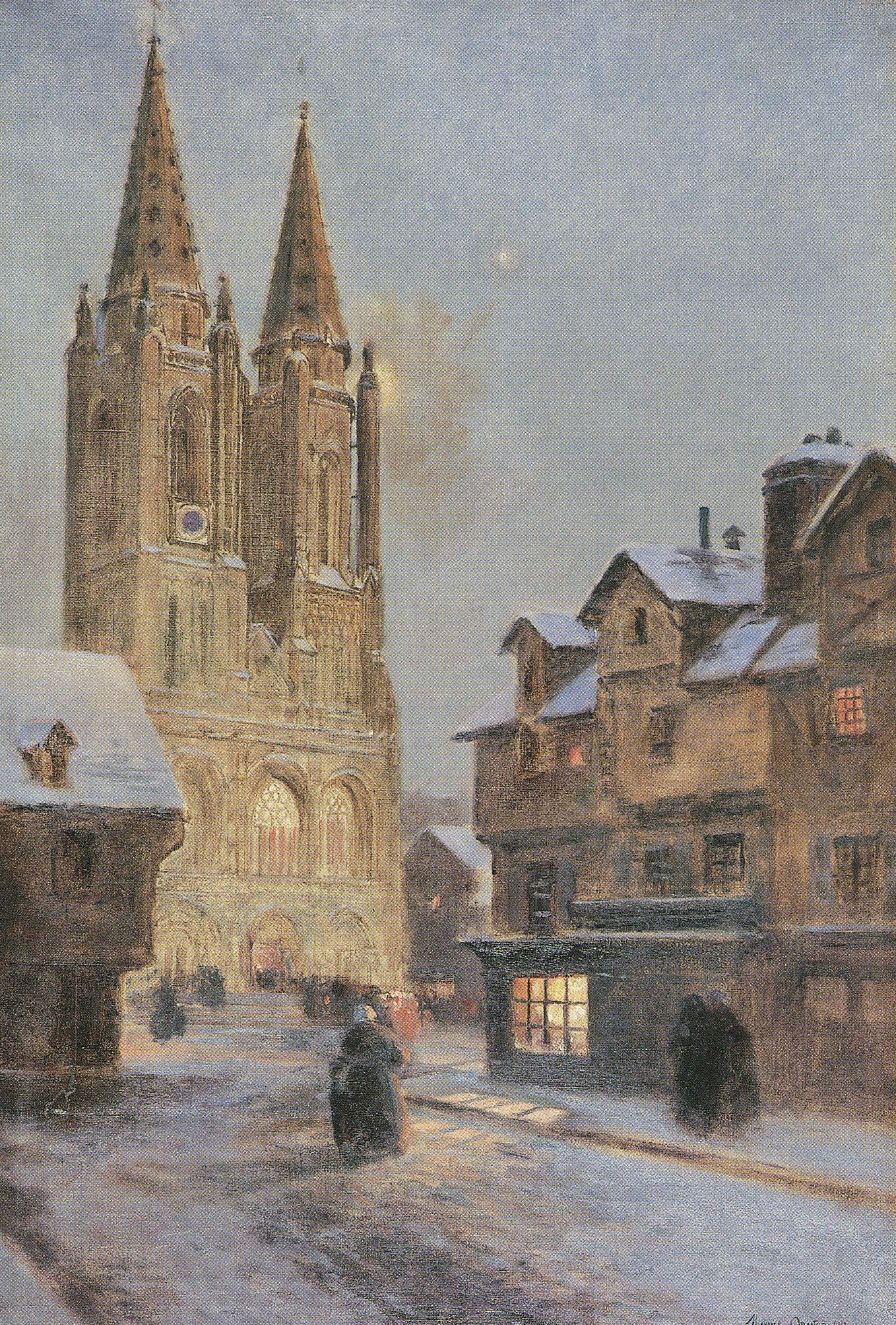
Messe de minuit à Notre-Dame de Saint-Lô (1910)
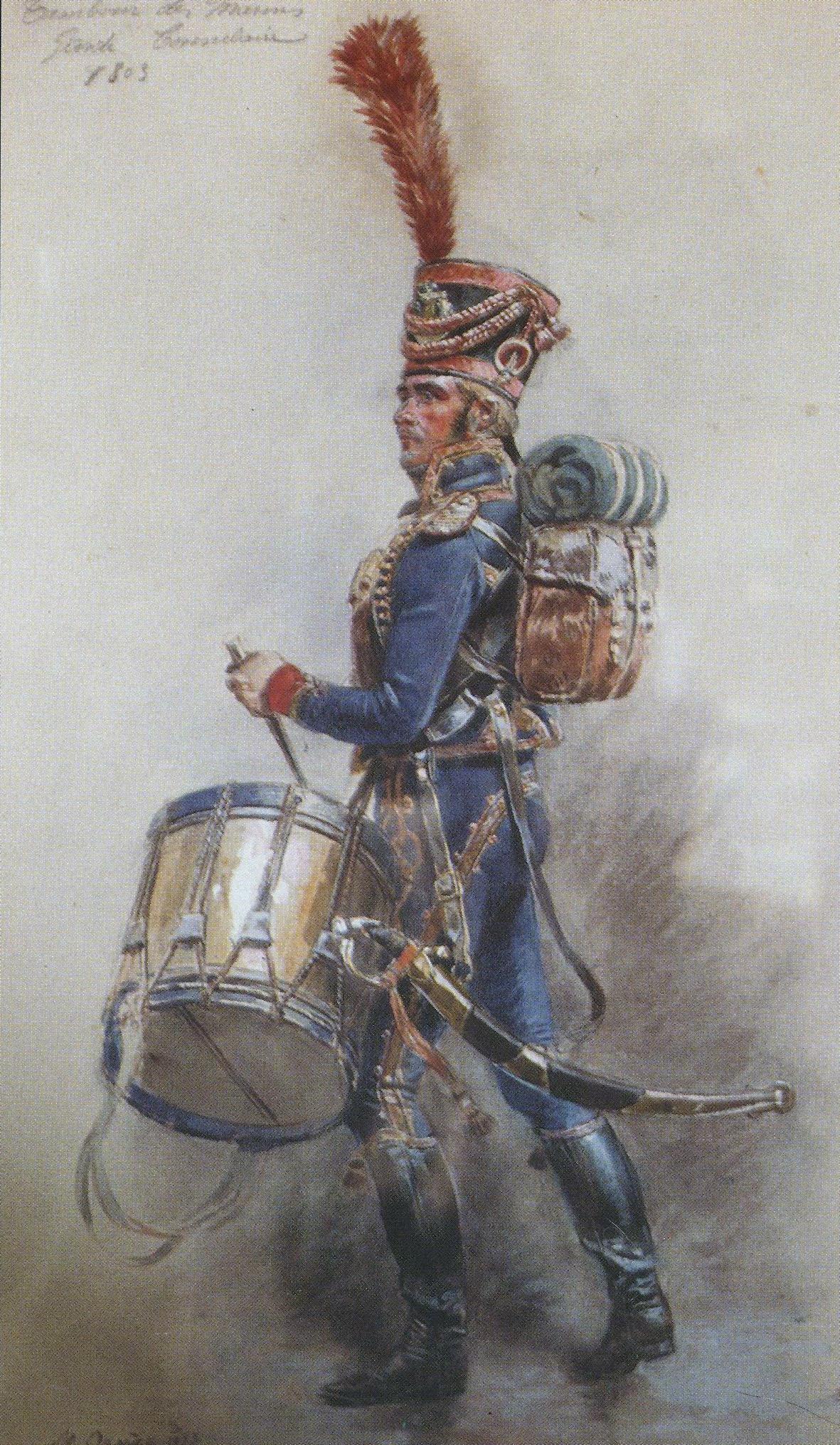
Tambour des Marins. Garde Consulaire. 1803
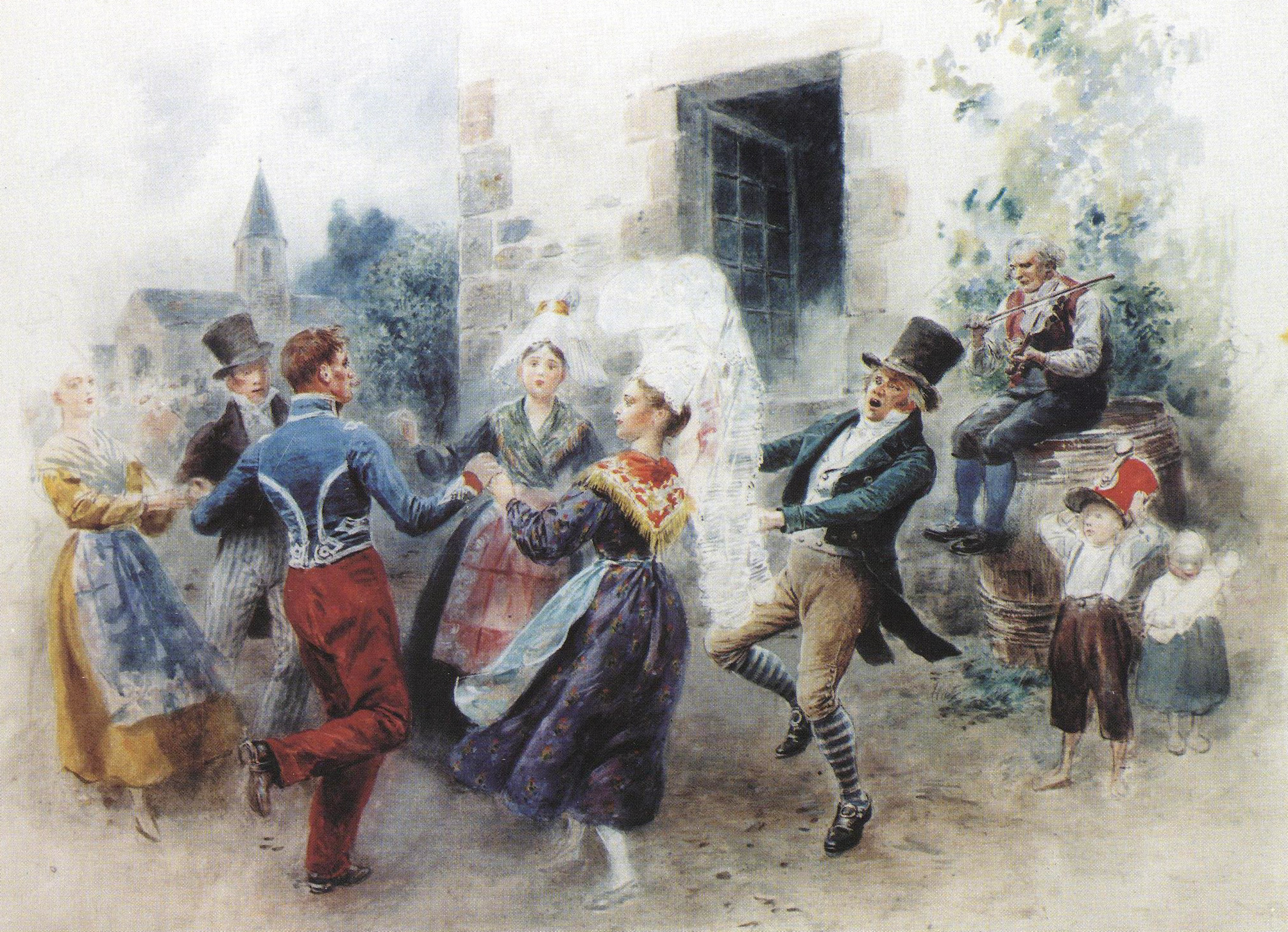
La Danse
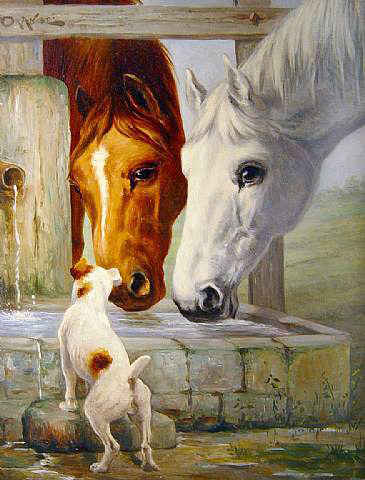
Un Chien et deux chevaux
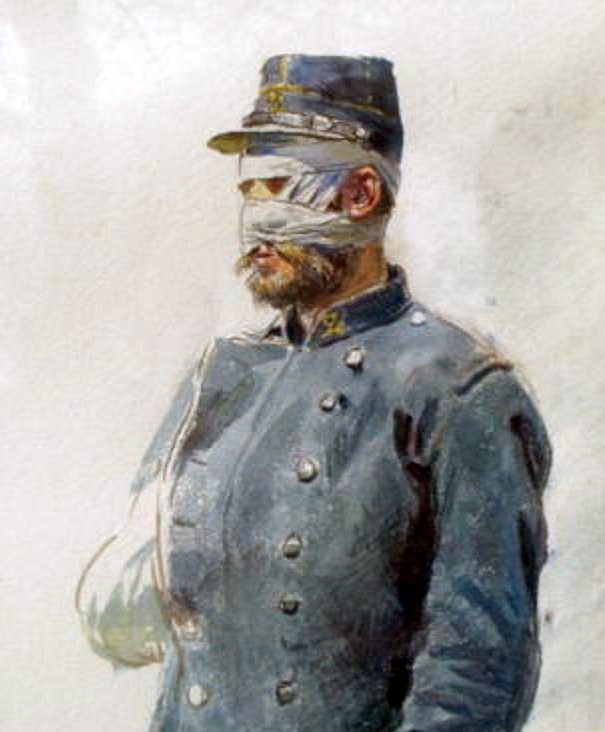
Soldat
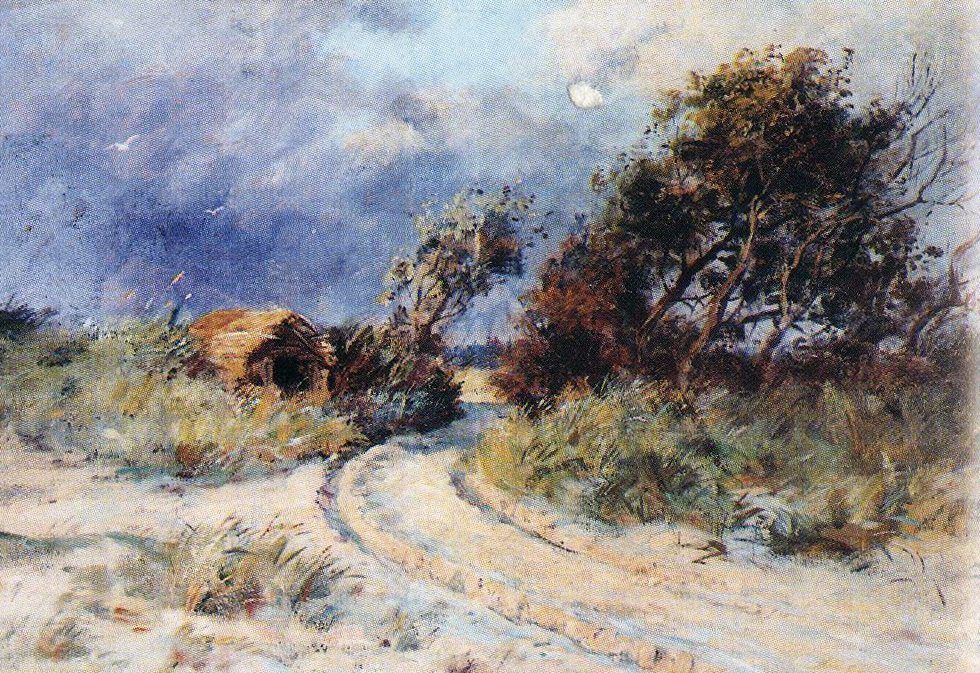
Coup de vent
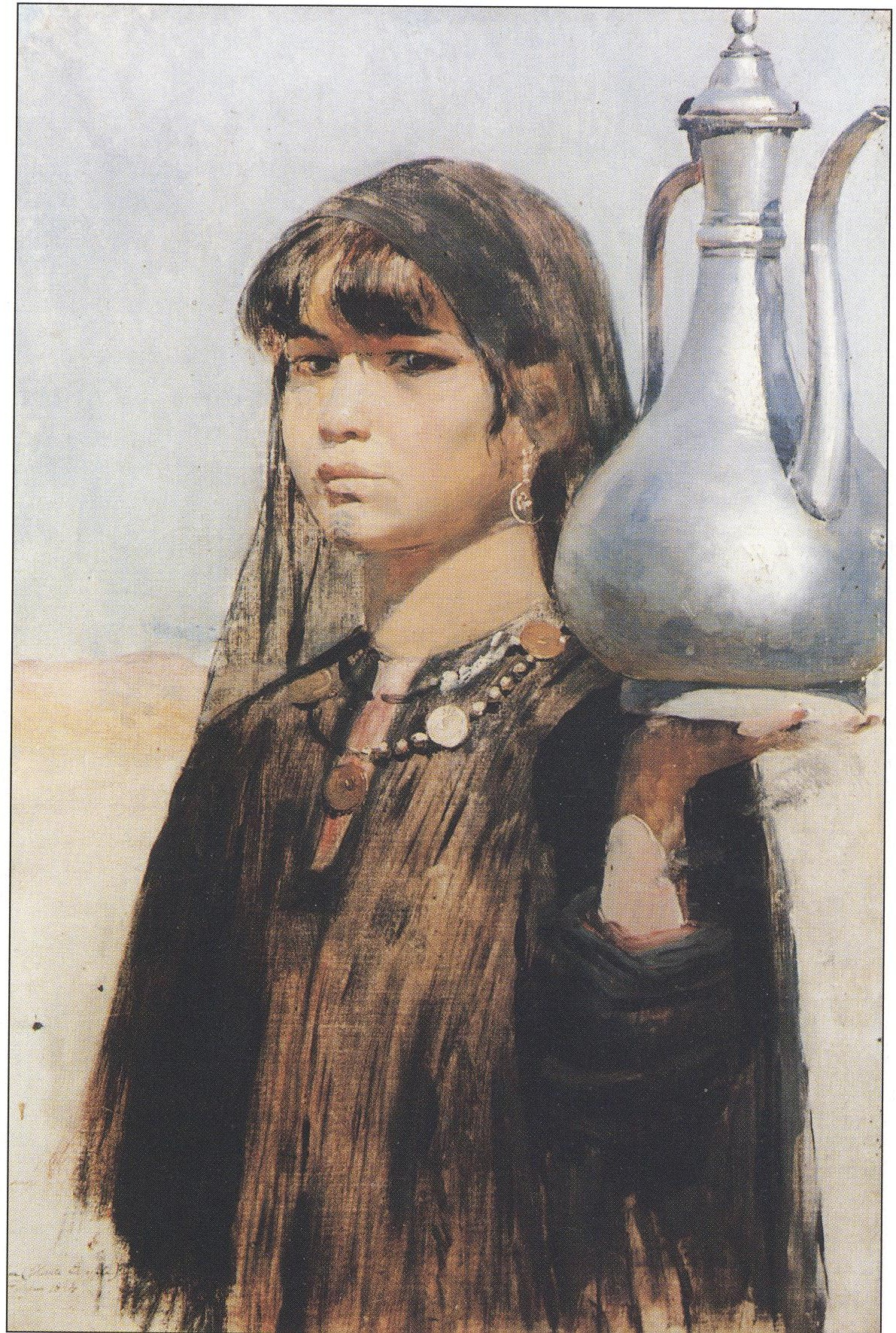
La Fillette à l'aiguilère (1894), musée du Vieux Granville[2].
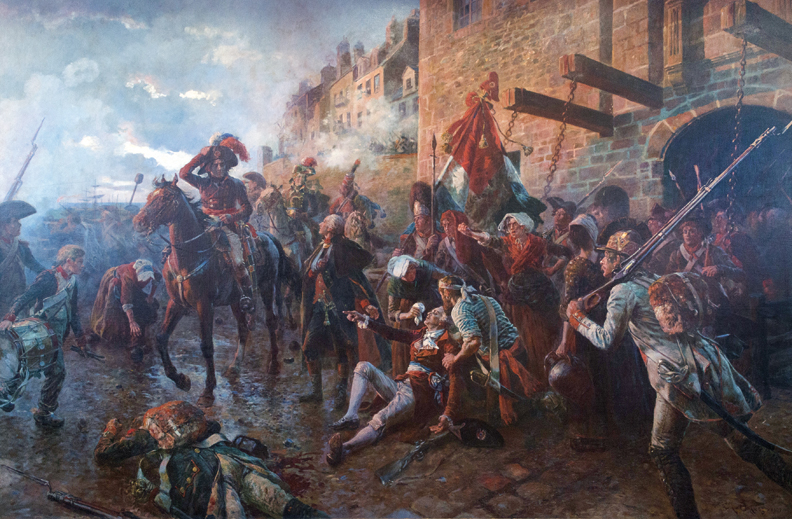
Épisode du siège de Granville (14 novembre 1793). La mort du maire Clément Desmaison